# Irene Solà Sàez
Irene Solà Sáez (Malla, 17 de agosto de 1990) é uma poeta, escritora e artista plástica espanhola.
Licenciou-se em Belas Artes na Universidade de Barcelona e fez um mestrado em Literatura, Cinema e Cultura Audiovisual na Universidade de Sussex.Viveu em Barcelona, Reikiavik, Brighton e Londres.

## Trajectória literária
Iniciou-se na literatura escrevendo narrativa breve e poesia. Em 2012 publicou o seu poemario Bèstia, ganhador do 48.º Prémio Amadeu Oller para poetas inéditos, que foi publicado pela editorial Galerada. O júri do galardão destacou a sua poesia «suavemente violenta, estarrecedora e ténue», cheia de ideias e com «incorporações de objetos aparentemente impoéticos», num «universo surrealista muito sugestivo e bem alicerçado». Este poemario foi traduzido para o inglês, o italiano e  o castelhano.
Publicada em 2018, Els dics foi o seu primeiro romance, no qual narra a história de três gerações através da voz da sua protagonista, Ada. A autora demorou três anos em dar forma à a novela, que foi concebida como um projecto artístico.
O seu segundo romance, Canto jo i a muntanya balla, conta as vidas de várias personagens baseando-se em histórias e lendas dos Pirenéus e Prepirinéus catalães. As histórias apresentam-nos múltiplos olhares sobre o mesmo lugar desde diferentes perspetivas.Com esta obra, publicada em 2019, Solà ganhou, entre outros, o Prémio Anagrama de romance em catalão e o Prémio de Literatura da União Europeia. A obra já vendeu mais de quarenta e seis mil exemplares em catalão e foi traduzida para aproximadamente vinte idiomas, incluindo o alemão, o inglês, o basco, o dinamarquês, o francês, o húngaro, o italiano, o lituano, o polaco ou o castelhano, tradução esta que já vendeu mais de doze mil exemplares.